# Tunisien i olympiska sommarspelen 2012
Tunisien deltog i de olympiska sommarspelen 2012 som ägde rum i London i Storbritannien mellan den 27 juli och den 12 augusti 2012.

## Medaljörer
| Medalj | Namn             | Sport     | Gren                    |
| ------ | ---------------- | --------- | ----------------------- |
| Guld   | Oussama Mellouli | Simning   | Herrarnas 10 km maraton |
| Silver | Habiba Ghribi    | Friidrott | Damernas 3000 m hinder  |
| Brons  | Oussama Mellouli | Simning   | Herrarnas 1500 m frisim |

## Basket
- Huvudartikel: Basket vid olympiska sommarspelen 2012
- Herrar

| Pos. | Nr | Namn                | Ålder                 | Längd  | Klubb                    |
| ---- | -- | ------------------- | --------------------- | ------ | ------------------------ |
| F    | 4  | Radhouane Slimane   | 31 - 16 augusti 1980  | 2.05 m | Al Nasr Dubai            |
| G    | 5  | Marouan Laghnej     | 26 - 22 april 1986    | 1.92 m | JS Kairouan              |
| G    | 6  | Nizar Knioua        | 29 - 8 juni 1983      | 1.88 m | Stade Nabeulien          |
| G    | 7  | Mourad El Mabrouk   | 25 - 19 oktober 1986  | 1.85 m | Ezzahra Sport Rades      |
| G    | 8  | Marouan Kechrid     | 31 - 2 juni 1981      | 1.78 m | US Monastir              |
| F    | 9  | Mohamed Hdidane     | 26 - 27 april 1986    | 2.05 m | Stade Nabeulien          |
| F    | 10 | Mehdi Hafsi         | 34 - 23 februari 1978 | 2.03 m | ESSM Le Portel           |
| F    | 11 | Makrem Ben Romdhane | 23 - 27 mars 1989     | 2.04 m | Étoile Sportive du Sahel |
| C    | 12 | Mokhtar Ghyaza      | 25 - 15 november 1986 | 2.04 m | Ezzahra Sport Rades      |
| F    | 13 | Amine Rzig          | 31 - 25 augusti 1980  | 1.98 m | Étoile Sportive du Sahel |
| F    | 14 | Youssef Gaddour     | 22 - 15 mars 1990     | 2.03 m | US Monastir              |
| C    | 15 | Salah Mejri         | 26 - 15 juni 1986     | 2.17 m | Étoile Sportive du Sahel |

- Gruppspel

| Lag       | S | V | O | F | GM  | IM  | MS   | P  |
| --------- | - | - | - | - | --- | --- | ---- | -- |
| USA       | 5 | 5 | 0 | 0 | 589 | 398 | +191 | 10 |
| Frankrike | 5 | 4 | 0 | 1 | 376 | 378 | −2   | 9  |
| Argentina | 5 | 3 | 0 | 2 | 448 | 424 | +24  | 8  |
| Litauen   | 5 | 2 | 0 | 3 | 395 | 399 | −4   | 7  |
| Nigeria   | 5 | 1 | 0 | 4 | 338 | 456 | −118 | 6  |
| Tunisien  | 5 | 0 | 0 | 5 | 320 | 411 | −91  | 5  |

|  | 29 juli 2012 | Nigeria | 60 – 56 | Tunisien | Basketball Arena, London |  |
|  |              |         |         |          |                          |  |
|  |              |         |         |          |                          |  |
|  |              |         |         |          |                          |  |

|  | 31 juli 2012 | Tunisien | 63 – 110 | USA | Basketball Arena, London |  |
|  |              |          |          |     |                          |  |
|  |              |          |          |     |                          |  |
|  |              |          |          |     |                          |  |

|  | 2 augusti 2012 | Argentina | 92 – 69 | Tunisien | Basketball Arena, London |  |
|  |                |           |         |          |                          |  |
|  |                |           |         |          |                          |  |
|  |                |           |         |          |                          |  |

|  | 4 augusti 2012 | Tunisien | 69 – 73 | Frankrike | Basketball Arena, London |  |
|  |                |          |         |           |                          |  |
|  |                |          |         |           |                          |  |
|  |                |          |         |           |                          |  |

|  | 6 augusti 2012 | Tunisien | 63 – 76 | Litauen | Basketball Arena, London |  |
|  |                |          |         |         |                          |  |
|  |                |          |         |         |                          |  |
|  |                |          |         |         |                          |  |

## Boxning
- Huvudartikel: Boxning vid olympiska sommarspelen 2012

Herrar
| Boxare             | Gren            | Sextondelsfinal          | Åttondelsfinal       | Kvartsfinal          | Semifinal            | Final                | Final            |
| Boxare             | Gren            | Motståndare Resultat     | Motståndare Resultat | Motståndare Resultat | Motståndare Resultat | Motståndare Resultat | Placering        |
| ------------------ | --------------- | ------------------------ | -------------------- | -------------------- | -------------------- | -------------------- | ---------------- |
| Ahmed Mejri        | Lättvikt        | Chitou (BEN) W 16–9      | Verdejo (PUR) L 7–16 | Gick inte vidare     | Gick inte vidare     | Gick inte vidare     | Gick inte vidare |
| Abderrazak Houya   | Lätt weltervikt | Hajialiyev (AZE) W 19–16 | Horn (AUS) L 11–17   | Gick inte vidare     | Gick inte vidare     | Gick inte vidare     | Gick inte vidare |
| Yahia El-Mekachari | Lätt tungvikt   | Qurbonov (TJK) W 16–8    | Rasulov (UZB) L 6–13 | Gick inte vidare     | Gick inte vidare     | Gick inte vidare     | Gick inte vidare |

Damer
| Boxare        | Gren     | Åttondelsfinal          | Kvartsfinal          | Semifinal            | Final                | Final            |
| Boxare        | Gren     | Motståndare Resultat    | Motståndare Resultat | Motståndare Resultat | Motståndare Resultat | Placering        |
| ------------- | -------- | ----------------------- | -------------------- | -------------------- | -------------------- | ---------------- |
| Maroua Rahali | Flugvikt | BYE                     | Kom (IND) L 6–15     | Gick inte vidare     | Gick inte vidare     | Gick inte vidare |
| Rim Jouini    | Lättvikt | Pritchard (NZL) L 10–15 | Gick inte vidare     | Gick inte vidare     | Gick inte vidare     | Gick inte vidare |

## Brottning
- Huvudartikel: Brottning vid olympiska sommarspelen 2012

Herrar, fristil
| Brottare         | Gren   | Kvalomgång           | Åttondelsfinal       | Kvartsfinal          | Semifinal            | Återkval 1           | Återkval 2           | Final / Brons        | Final / Brons |
| Brottare         | Gren   | Motståndare Resultat | Motståndare Resultat | Motståndare Resultat | Motståndare Resultat | Motståndare Resultat | Motståndare Resultat | Motståndare Resultat | Placering     |
| ---------------- | ------ | -------------------- | -------------------- | -------------------- | -------------------- | -------------------- | -------------------- | -------------------- | ------------- |
| Heithem Belayech | -66 kg | Garcia (CAN) L 0–5   | Gick inte vidare     | Gick inte vidare     | Gick inte vidare     | Gick inte vidare     | Gick inte vidare     | Gick inte vidare     | 18            |
| Bilel Ouechteti  | -74 kg | BYE                  | Shapiyev (KAZ) L 0–3 | Gick inte vidare     | Gick inte vidare     | Gick inte vidare     | Gick inte vidare     | Gick inte vidare     | 11            |

Herrar, grekisk-romersk stil
| Brottare         | Gren    | Kvalomgång           | Åttondelsfinal       | Kvartsfinal          | Semifinal            | Återkval 1           | Återkval 2           | Final / brons        | Final / brons |
| Brottare         | Gren    | Motståndare Resultat | Motståndare Resultat | Motståndare Resultat | Motståndare Resultat | Motståndare Resultat | Motståndare Resultat | Motståndare Resultat | Placering     |
| ---------------- | ------- | -------------------- | -------------------- | -------------------- | -------------------- | -------------------- | -------------------- | -------------------- | ------------- |
| Zied Ayet Okrame | -74 kg  | BYE                  | Guenot (FRA) L 0–3   | Gick inte vidare     | Gick inte vidare     | Gick inte vidare     | Gick inte vidare     | Gick inte vidare     | 17            |
| Haykel Achouri   | -84 kg  | BYE                  | Rachyba (UKR) L 0–3  | Gick inte vidare     | Gick inte vidare     | Gick inte vidare     | Gick inte vidare     | Gick inte vidare     | 15            |
| Hassine Ayari    | -96 kg  | BYE                  | Atafi (MAR) W 3–1    | Estrada (CUB) L 0–3  | Gick inte vidare     | Gick inte vidare     | Gick inte vidare     | Gick inte vidare     | 9             |
| Radhouane Chebbi | -120 kg | BYE                  | Banak (POL) L 0–3    | Gick inte vidare     | Gick inte vidare     | Gick inte vidare     | Gick inte vidare     | Gick inte vidare     | 15            |

Damer, fristil
| Brottare      | Gren   | Kvalomgång           | Åttondelsfinal       | Kvartsfinal          | Semifinal            | Återkval 1           | Återkval 2           | Final / brons        | Final / brons |
| Brottare      | Gren   | Motståndare Resultat | Motståndare Resultat | Motståndare Resultat | Motståndare Resultat | Motståndare Resultat | Motståndare Resultat | Motståndare Resultat | Placering     |
| ------------- | ------ | -------------------- | -------------------- | -------------------- | -------------------- | -------------------- | -------------------- | -------------------- | ------------- |
| Maroi Mezien  | -48 kg | BYE                  | Obara (JPN) L 0–5    | Gick inte vidare     | Gick inte vidare     | BYE                  | Sambou (SEN) L 1–3   | Gick inte vidare     | 14            |
| Marwa Al Amri | -55 kg | Um (KOR) W 5-0       | Mattsson (SWE) L 0-3 | Gick inte vidare     | Gick inte vidare     | Gick inte vidare     | Gick inte vidare     | Gick inte vidare     | 8             |

## Friidrott
- Huvudartikel: Friidrott vid olympiska sommarspelen 2012

Förkortningar
- Notera – Placeringar gäller endast den tävlandes eget heat
- Q = Kvalificerade sig till nästa omgång via placering
- q = Kvalificerade sig på tid eller, i fältgrenarna, på placering utan att ha nått kvalgränsen
- NR = Nationellt rekord
- N/A = Omgången inte möjlig i grenen
- Bye = Idrottaren behövde inte delta i omgången

Herrar
Bana och väg
| Amor Ben Yahia  | 3 000 m hinder | 8:22.70 | 7    | Gick inte vidare | Gick inte vidare |
| Wissem Hosni    | Maraton        | i.u.    | i.u. | 2:26:43          | 71               |
| Hassanine Sebei | 20 km gång     | i.u.    | i.u. | DNF              | DNF              |

Damer
Bana och väg
| Idrottare      | Gren           | Heat     | Heat      | Final      | Final     |
| Idrottare      | Gren           | Resultat | Placering | Resultat   | Placering |
| -------------- | -------------- | -------- | --------- | ---------- | --------- |
| Amira Ben Amor | Maraton        | i.u.     | i.u.      | 2:40:13    | 80        |
| Habiba Ghribi  | 3 000 m hinder | 9:27.42  | 2 Q       | 9:08.37 NR | 1         |

## Fäktning
- Huvudartikel: Fäktning vid olympiska sommarspelen 2012

Herrar
| Idrottare       | Gren                  | Omgång 1              | Omgång 2             | Omgång 3          | Kvartsfinal       | Semifinal         | Final / BM        | Final / BM       |
| Idrottare       | Gren                  | Motståndare Poäng     | Motståndare Poäng    | Motståndare Poäng | Motståndare Poäng | Motståndare Poäng | Motståndare Poäng | Placering        |
| --------------- | --------------------- | --------------------- | -------------------- | ----------------- | ----------------- | ----------------- | ----------------- | ---------------- |
| Mohamed Samandi | Florett, individuellt | Rosowsky (GBR) W 15–8 | Cassarà (ITA) L 7–15 | Gick inte vidare  | Gick inte vidare  | Gick inte vidare  | Gick inte vidare  | Gick inte vidare |
| Hicheim Samandi | Sabel, individuellt   | Jansen (VEN) L 13–15  | Gick inte vidare     | Gick inte vidare  | Gick inte vidare  | Gick inte vidare  | Gick inte vidare  | Gick inte vidare |

Damer
| Idrottare          | Gren                  | Omgång 1          | Omgång 2              | Omgång 3               | Kvartsfinal             | Semifinal         | Final / BM        | Final / BM       |
| Idrottare          | Gren                  | Motståndare Poäng | Motståndare Poäng     | Motståndare Poäng      | Motståndare Poäng       | Motståndare Poäng | Motståndare Poäng | Placering        |
| ------------------ | --------------------- | ----------------- | --------------------- | ---------------------- | ----------------------- | ----------------- | ----------------- | ---------------- |
| Sarra Besbes       | Värja, individuellt   | BYE               | Luo Xj (CHN) W 15–9   | Choi I-j (KOR) W 12–11 | Heidemann (GER) L 12–15 | Gick inte vidare  | Gick inte vidare  | Gick inte vidare |
| Ines Boubakri      | Florett, individuellt | BYE               | Ross (USA) W 15–8     | Guyart (FRA) W 15–10   | Vezzali (ITA) L 7–8     | Gick inte vidare  | Gick inte vidare  | Gick inte vidare |
| Azza Besbes        | Sabel, individuellt   | i.u.              | Au S Y (HKG) W 15–13  | Wozniak (USA) L 13–15  | Gick inte vidare        | Gick inte vidare  | Gick inte vidare  | Gick inte vidare |
| Amira Ben Chaabane | Sabel, individuellt   | i.u.              | Chen Xd (CHN) L 12–15 | Gick inte vidare       | Gick inte vidare        | Gick inte vidare  | Gick inte vidare  | Gick inte vidare |

## Gymnastik
- Huvudartikel: Gymnastik vid olympiska sommarspelen 2012

### Artistisk
Herrar
| Idrottare        | Gren       | Kval    | Kval    | Kval    | Kval    | Kval    | Kval    | Kval   | Kval      | Final            | Final            | Final            | Final            | Final            | Final            | Final            | Final            |
| Idrottare        | Gren       | Redskap | Redskap | Redskap | Redskap | Redskap | Redskap | Totalt | Placering | Redskap          | Redskap          | Redskap          | Redskap          | Redskap          | Redskap          | Totalt           | Placering        |
| Idrottare        | Gren       | F       | PH      | R       | V       | PB      | HB      | Totalt | Placering | F                | PH               | R                | V                | PB               | HB               | Totalt           | Placering        |
| ---------------- | ---------- | ------- | ------- | ------- | ------- | ------- | ------- | ------ | --------- | ---------------- | ---------------- | ---------------- | ---------------- | ---------------- | ---------------- | ---------------- | ---------------- |
| Wajdi Bouallègue | Fristående | 13.708  | i.u.    | i.u.    | i.u.    | i.u.    | i.u.    | 13.708 | 60        | Gick inte vidare | Gick inte vidare | Gick inte vidare | Gick inte vidare | Gick inte vidare | Gick inte vidare | Gick inte vidare | Gick inte vidare |

## Handboll
- Huvudartikel: Handboll vid olympiska sommarspelen 2012

Herrar
| \| \| Pos. \| Namn \| Ålder \| \| Klubb \| \| -- \| ---- \| ----------------------- \| ------------------ \| \| --------------------------- \| \| 12 \| MV \| Marouen Maggaiz (TUN) \| 29 år (1983-07-28) \| \| HBC Nantes \| \| 16 \| MV \| Wassim Helal (TUN) \| 30 år (1982-07-16) \| \| Espérance Sportive de Tunis \| \| 3 \| VN \| Selim Hedoui (TUN) \| 28 år (1983-10-01) \| \| Al-Arabi \| \| 4 \| HS \| Aymen Touni (TUN) \| 22 år (1990-07-11) \| \| Étoile Sportive du Sahel \| \| 5 \| MS \| Mahmoud Gharbi (TUN) \| 30 år (1982-02-11) \| \| HBC Nantes \| \| 6 \| MS \| Issam Tej (TUN) \| 33 år (1979-07-29) \| \| Montpellier AHB \| \| 7 \| HS \| Jaleddine Touati (TUN) \| 30 år (1982-07-12) \| \| Dunkerque HGL \| \| 8 \| VN \| Wissem Hmam (TUN) \| 31 år (1981-04-21) \| \| Montpellier AHB \| \| 9 \| HN \| Amine Bannour (TUN) \| 22 år (1990-02-21) \| \| Club Africain \| \| 10 \| MN \| Kamel Alouini (TUN) \| 24 år (1988-07-06) \| \| Club Africain \| \| 17 \| VN \| Wael Jallouz (TUN) \| 21 år (1991-05-03) \| \| AS Hammamet \| \| 20 \| MN \| Heykel Megennem (TUN) \| 35 år (1977-02-28) \| \| Saint-Raphaël VHB \| \| 22 \| VS \| Oussama Boughanmi (TUN) \| 22 år (1990-02-05) \| \| Club Africain \| \| 31 \| MS \| Marouan Chouiref (TUN) \| 22 år (1990-05-27) \| \| Club Africain \| | Förbundskapten: Alain Portes                                                                                      |                         |                    |           |                             |
| \| \| Pos. \| Namn \| Ålder \| \| Klubb \| \| -- \| ---- \| ----------------------- \| ------------------ \| \| --------------------------- \| \| 12 \| MV \| Marouen Maggaiz (TUN) \| 29 år (1983-07-28) \| \| HBC Nantes \| \| 16 \| MV \| Wassim Helal (TUN) \| 30 år (1982-07-16) \| \| Espérance Sportive de Tunis \| \| 3 \| VN \| Selim Hedoui (TUN) \| 28 år (1983-10-01) \| \| Al-Arabi \| \| 4 \| HS \| Aymen Touni (TUN) \| 22 år (1990-07-11) \| \| Étoile Sportive du Sahel \| \| 5 \| MS \| Mahmoud Gharbi (TUN) \| 30 år (1982-02-11) \| \| HBC Nantes \| \| 6 \| MS \| Issam Tej (TUN) \| 33 år (1979-07-29) \| \| Montpellier AHB \| \| 7 \| HS \| Jaleddine Touati (TUN) \| 30 år (1982-07-12) \| \| Dunkerque HGL \| \| 8 \| VN \| Wissem Hmam (TUN) \| 31 år (1981-04-21) \| \| Montpellier AHB \| \| 9 \| HN \| Amine Bannour (TUN) \| 22 år (1990-02-21) \| \| Club Africain \| \| 10 \| MN \| Kamel Alouini (TUN) \| 24 år (1988-07-06) \| \| Club Africain \| \| 17 \| VN \| Wael Jallouz (TUN) \| 21 år (1991-05-03) \| \| AS Hammamet \| \| 20 \| MN \| Heykel Megennem (TUN) \| 35 år (1977-02-28) \| \| Saint-Raphaël VHB \| \| 22 \| VS \| Oussama Boughanmi (TUN) \| 22 år (1990-02-05) \| \| Club Africain \| \| 31 \| MS \| Marouan Chouiref (TUN) \| 22 år (1990-05-27) \| \| Club Africain \| | Positioner: MV - Målvakt VS - Vänstersexa VN - Vänsternia MS - Mittsexa MN - Mittnia HS - Högersexa HN - Högernia |                         |                    |           |                             |
| \| \| Pos. \| Namn \| Ålder \| \| Klubb \| \| -- \| ---- \| ----------------------- \| ------------------ \| \| --------------------------- \| \| 12 \| MV \| Marouen Maggaiz (TUN) \| 29 år (1983-07-28) \| \| HBC Nantes \| \| 16 \| MV \| Wassim Helal (TUN) \| 30 år (1982-07-16) \| \| Espérance Sportive de Tunis \| \| 3 \| VN \| Selim Hedoui (TUN) \| 28 år (1983-10-01) \| \| Al-Arabi \| \| 4 \| HS \| Aymen Touni (TUN) \| 22 år (1990-07-11) \| \| Étoile Sportive du Sahel \| \| 5 \| MS \| Mahmoud Gharbi (TUN) \| 30 år (1982-02-11) \| \| HBC Nantes \| \| 6 \| MS \| Issam Tej (TUN) \| 33 år (1979-07-29) \| \| Montpellier AHB \| \| 7 \| HS \| Jaleddine Touati (TUN) \| 30 år (1982-07-12) \| \| Dunkerque HGL \| \| 8 \| VN \| Wissem Hmam (TUN) \| 31 år (1981-04-21) \| \| Montpellier AHB \| \| 9 \| HN \| Amine Bannour (TUN) \| 22 år (1990-02-21) \| \| Club Africain \| \| 10 \| MN \| Kamel Alouini (TUN) \| 24 år (1988-07-06) \| \| Club Africain \| \| 17 \| VN \| Wael Jallouz (TUN) \| 21 år (1991-05-03) \| \| AS Hammamet \| \| 20 \| MN \| Heykel Megennem (TUN) \| 35 år (1977-02-28) \| \| Saint-Raphaël VHB \| \| 22 \| VS \| Oussama Boughanmi (TUN) \| 22 år (1990-02-05) \| \| Club Africain \| \| 31 \| MS \| Marouan Chouiref (TUN) \| 22 år (1990-05-27) \| \| Club Africain \| | Spelarnas åldrar och klubb per 27 juli 2012.                                                                      |                         |                    |           |                             |
| | Pos. | Namn                    | Ålder              |           | Klubb                       |
| 12 | MV | Marouen Maggaiz (TUN)   | 29 år (1983-07-28) | Frankrike | HBC Nantes                  |
| 16 | MV | Wassim Helal (TUN)      | 30 år (1982-07-16) | Tunisien  | Espérance Sportive de Tunis |
| 3 | VN | Selim Hedoui (TUN)      | 28 år (1983-10-01) | Qatar     | Al-Arabi                    |
| 4 | HS | Aymen Touni (TUN)       | 22 år (1990-07-11) | Tunisien  | Étoile Sportive du Sahel    |
| 5 | MS | Mahmoud Gharbi (TUN)    | 30 år (1982-02-11) | Frankrike | HBC Nantes                  |
| 6 | MS | Issam Tej (TUN)         | 33 år (1979-07-29) | Frankrike | Montpellier AHB             |
| 7 | HS | Jaleddine Touati (TUN)  | 30 år (1982-07-12) | Frankrike | Dunkerque HGL               |
| 8 | VN | Wissem Hmam (TUN)       | 31 år (1981-04-21) | Frankrike | Montpellier AHB             |
| 9 | HN | Amine Bannour (TUN)     | 22 år (1990-02-21) | Tunisien  | Club Africain               |
| 10 | MN | Kamel Alouini (TUN)     | 24 år (1988-07-06) | Tunisien  | Club Africain               |
| 17 | VN | Wael Jallouz (TUN)      | 21 år (1991-05-03) | Tunisien  | AS Hammamet                 |
| 20 | MN | Heykel Megennem (TUN)   | 35 år (1977-02-28) | Frankrike | Saint-Raphaël VHB           |
| 22 | VS | Oussama Boughanmi (TUN) | 22 år (1990-02-05) | Tunisien  | Club Africain               |
| 31 | MS | Marouan Chouiref (TUN)  | 22 år (1990-05-27) | Tunisien  | Club Africain               |

Gruppspel
| Lag            | S | V | O | F | GM  | IM  | MS  | P  |
| -------------- | - | - | - | - | --- | --- | --- | -- |
| Island         | 5 | 5 | 0 | 0 | 167 | 132 | +35 | 10 |
| Frankrike      | 5 | 4 | 0 | 1 | 159 | 110 | +49 | 8  |
| Sverige        | 5 | 3 | 0 | 2 | 156 | 115 | +41 | 6  |
| Tunisien       | 5 | 2 | 0 | 3 | 121 | 125 | −4  | 4  |
| Argentina      | 5 | 1 | 0 | 4 | 113 | 138 | −25 | 2  |
| Storbritannien | 5 | 0 | 0 | 5 | 96  | 192 | −96 | 0  |

|  | 29 juli | Sverige | 28 – 21 | Tunisien | Copper Box, London |  |
|  |         |         |         |          |                    |  |
|  |         |         |         |          |                    |  |

|  | 31 juli | Tunisien | 22 – 32 | Island | Copper Box, London |  |
|  |         |          |         |        |                    |  |
|  |         |          |         |        |                    |  |

|  | 2 augusti | Frankrike | 25 – 19 | Tunisien | Copper Box, London |  |
|  |           |           |         |          |                    |  |
|  |           |           |         |          |                    |  |

|  | 4 augusti | Tunisien | 34 – 17 | Storbritannien | Copper Box, London |  |
|  |           |          |         |                |                    |  |
|  |           |          |         |                |                    |  |

|  | 6 augusti | Argentina | 23 – 25 | Tunisien | Copper Box, London |  |
|  |           |           |         |          |                    |  |
|  |           |           |         |          |                    |  |

Slutspel
|  | Kvartsfinal | Kvartsfinal | Kvartsfinal |    |          | Semifinal | Semifinal | Semifinal |            |            | Final      | Final    | Final |
|  |             |             |             |    |          |           |           |           |            |            |            |          |       |
|  | A1          | Island      | 33          |    |          |           |           |           |            |            |            |          |       |
|  |             |             | 33          |    |          |           |           |           |            |            |            |          |       |
|  | B4          | Ungern      | 34          |    |          |           |           |           |            |            |            |          |       |
|  | B4          | Ungern      | 34          |    | B4       | Ungern    | 26        |           |            |            |            |          |       |
|  |             |             |             |    | B4       | Ungern    | 26        |           |            |            |            |          |       |
|  |             | A3          | Sverige     | 27 |          |           |           |           |            |            |            |          |       |
|  | A3          | A3          | Sverige     | 27 | Sverige  | 24        |           |           |            |            |            |          |       |
|  | A3          |             |             |    | Sverige  | 24        |           |           |            |            |            |          |       |
|  | B2          | Danmark     | 22          |    |          |           |           |           |            |            |            |          |       |
|  |             |             |             |    |          |           |           |           |            | A3         | Sverige    | 21       |       |
|  |             |             |             |    |          |           |           |           |            | A2         | Frankrike  | 22       |       |
|  | B3          | Spanien     | 22          |    |          |           |           |           |            |            |            |          |       |
|  | B3          | Spanien     | 22          |    |          |           |           |           |            |            |            |          |       |
|  | A2          | Frankrike   | 23          |    |          |           |           |           |            |            |            |          |       |
|  | A2          | Frankrike   | 23          |    | A2       | Frankrike | 25        |           | Bronsmatch | Bronsmatch | Bronsmatch |          |       |
|  |             |             |             |    | A2       | Frankrike | 25        |           | Bronsmatch | Bronsmatch | Bronsmatch |          |       |
|  |             | B1          | Kroatien    | 22 |          |           |           |           |            |            |            |          |       |
|  | B1          | B1          | Kroatien    | 22 | Kroatien | 25        |           | B4        | Ungern     | 26         |            |          |       |
|  | B1          |             |             |    | Kroatien | 25        |           | B4        | Ungern     | 26         |            |          |       |
|  | A4          | Tunisien    | 23          |    |          |           |           |           |            |            | B1         | Kroatien | 33    |
|  |             |             |             |    |          |           |           |           |            |            |            |          |       |

## Judo
Herrar
| Idrottare         | Gren                         | 32-delsfinal                    | Sextondelsfinal            | Åttondelsfinal       | Kvartsfinal          | Semifinal            | Återkval             | Bronsmatch           | Final                | Final     |
| Idrottare         | Gren                         | Motståndare Resultat            | Motståndare Resultat       | Motståndare Resultat | Motståndare Resultat | Motståndare Resultat | Motståndare Resultat | Motståndare Resultat | Motståndare Resultat | Placering |
| ----------------- | ---------------------------- | ------------------------------- | -------------------------- | -------------------- | -------------------- | -------------------- | -------------------- | -------------------- | -------------------- | --------- |
| Faicel Jaballah   | Tungvikt (+100 kg) Herrar    | Shynkeyev (KAZ) W 0001–0001 YUS | Riner (FRA) L 0002–0101    | Gick inte vidare     | Gick inte vidare     | Gick inte vidare     | Gick inte vidare     | Gick inte vidare     | Gick inte vidare     |           |
| Houda Miled       | Mellanvikt (-70 kg) Damer    | BYE                             | Chen F (CHN) L 0001–1000   | Gick inte vidare     | Gick inte vidare     | Gick inte vidare     | Gick inte vidare     | Gick inte vidare     | Gick inte vidare     |           |
| Hana Mareghni     | Halv tungvikt (-78 kg) Damer | BYE                             | Aguiar (BRA) L 0003–0020   | Gick inte vidare     | Gick inte vidare     | Gick inte vidare     | Gick inte vidare     | Gick inte vidare     | Gick inte vidare     |           |
| Nihal Chikhrouhou | Tungvikt (+78 kg) Damer      | BYE                             | Altheman (BRA) L 0001–1001 | Gick inte vidare     | Gick inte vidare     | Gick inte vidare     | Gick inte vidare     | Gick inte vidare     | Gick inte vidare     |           |

## Kanotsport
Sprint
| Kanotist           | Gren                | Heat     | Heat      | Semifinal        | Semifinal        | Final            | Final            |
| Kanotist           | Gren                | Tid      | Placering | Tid              | Placering        | Tid              | Placering        |
| ------------------ | ------------------- | -------- | --------- | ---------------- | ---------------- | ---------------- | ---------------- |
| Khaled Houcine     | Herrarnas C1 200 m  | 44.395   | 4 Q       | 44.373           | 7                | Gick inte vidare | Gick inte vidare |
| Mohamed Ali Mrabet | Herrarnas K1 200 m  | 38.291   | 7         | Gick inte vidare | Gick inte vidare | Gick inte vidare | Gick inte vidare |
| Mohamed Ali Mrabet | Herrarnas K1 1000 m | 3:32.204 | 4 Q       | 3:44.545         | 8 FB             | 3:33.515         | 13               |
| Afef Ben Ismail    | Damernas K1 200 m   | 48.998   | 7         | Gick inte vidare | Gick inte vidare | Gick inte vidare | Gick inte vidare |
| Afef Ben Ismail    | Damernas K1 500 m   | 2:07.705 | 6 Q       | 2:15.362         | 8                | Gick inte vidare | Gick inte vidare |

## Rodd
Herrar
| Idrottare   | Gren          | Heat    | Heat      | Återkval | Återkval  | Kvartsfinal | Kvartsfinal | Semifinal | Semifinal | Final   | Final     | Final |
| Idrottare   | Gren          | Tid     | Placering | Tid      | Placering | Tid         | Placering   | Tid       | Placering | Tid     | Placering |       |
| ----------- | ------------- | ------- | --------- | -------- | --------- | ----------- | ----------- | --------- | --------- | ------- | --------- | ----- |
| Aymen Mejri | Singelsculler | 7:21,64 | 5 R       | 7:11,94  | 4 SE/F    | BYE         | BYE         | 7:58,48   | 5 FF      | 7:33,62 | 31        |       |

Damer
| Idrottare   | Gren          | Heat    | Heat      | Återkval | Återkval  | Kvartsfinal | Kvartsfinal | Semifinal | Semifinal | Final   | Final     | Final |
| Idrottare   | Gren          | Tid     | Placering | Tid      | Placering | Tid         | Placering   | Tid       | Placering | Tid     | Placering |       |
| ----------- | ------------- | ------- | --------- | -------- | --------- | ----------- | ----------- | --------- | --------- | ------- | --------- | ----- |
| Racha Soula | Singelsculler | 8:19,31 | 6 R       | 8:10,76  | 4 FE      | BYE         | BYE         | BYE       | BYE       | 8:49,47 | 27        |       |

## Segling
Herrar
| Seglare        | Gren  | Lopp | Lopp | Lopp | Lopp | Lopp | Lopp | Lopp | Lopp | Lopp | Lopp | Lopp | Summerad poäng | Finalplacering |
| Seglare        | Gren  | 1    | 2    | 3    | 4    | 5    | 6    | 7    | 8    | 9    | 10   | M*   | Summerad poäng | Finalplacering |
| -------------- | ----- | ---- | ---- | ---- | ---- | ---- | ---- | ---- | ---- | ---- | ---- | ---- | -------------- | -------------- |
| Youssef Akrout | Laser | 41   | 36   | 40   | 44   | 31   | 39   | 39   | 33   | 45   | 48   | EL   | 348            | 45             |

M = Medaljlopp; EL = Eliminerad – gick inte vidare till medaljloppet;

## Taekwondo
| Idrottare         | Gren            | Åttondelsfinaler          | Kvartsfinaler        | Semifinaer           | Återkval             | Bronsmatch           | Final                | Final            |
| Idrottare         | Gren            | Motståndare Resultat      | Motståndare Resultat | Motståndare Resultat | Motståndare Resultat | Motståndare Resultat | Motståndare Resultat | Placering        |
| ----------------- | --------------- | ------------------------- | -------------------- | -------------------- | -------------------- | -------------------- | -------------------- | ---------------- |
| Khaoula Ben Hamza | Damernas +67 kg | Barysjnikova (RUS) L 6–12 | Gick inte vidare     | Gick inte vidare     | Gick inte vidare     | Gick inte vidare     | Gick inte vidare     | Gick inte vidare |

## Tennis
| Spelare      | Gren       | Omgång 1                            | Omgång 2                    | Åttondelsfinaler  | Kvartsfinaler     | Semifinaler       | Final / BM        | Final / BM       |
| Spelare      | Gren       | Motståndare Poäng                   | Motståndare Poäng           | Motståndare Poäng | Motståndare Poäng | Motståndare Poäng | Motståndare Poäng | Placering        |
| ------------ | ---------- | ----------------------------------- | --------------------------- | ----------------- | ----------------- | ----------------- | ----------------- | ---------------- |
| Malek Jaziri | Herrsingel | Lu Y-H (TPE) W 7–6(12–10), 4–6, 6–3 | Isner (USA) L 6–7(1–7), 2–6 | Gick inte vidare  | Gick inte vidare  | Gick inte vidare  | Gick inte vidare  | Gick inte vidare |
| Ons Jabeur   | Damsingel  | Lisicki (GER) L 6–4, 0–6, 5–7       | Gick inte vidare            | Gick inte vidare  | Gick inte vidare  | Gick inte vidare  | Gick inte vidare  | Gick inte vidare |